# Reparaturwerk Neubrandenburg

Russ. Lageplan des ehem. TVA dann RWN von 1947

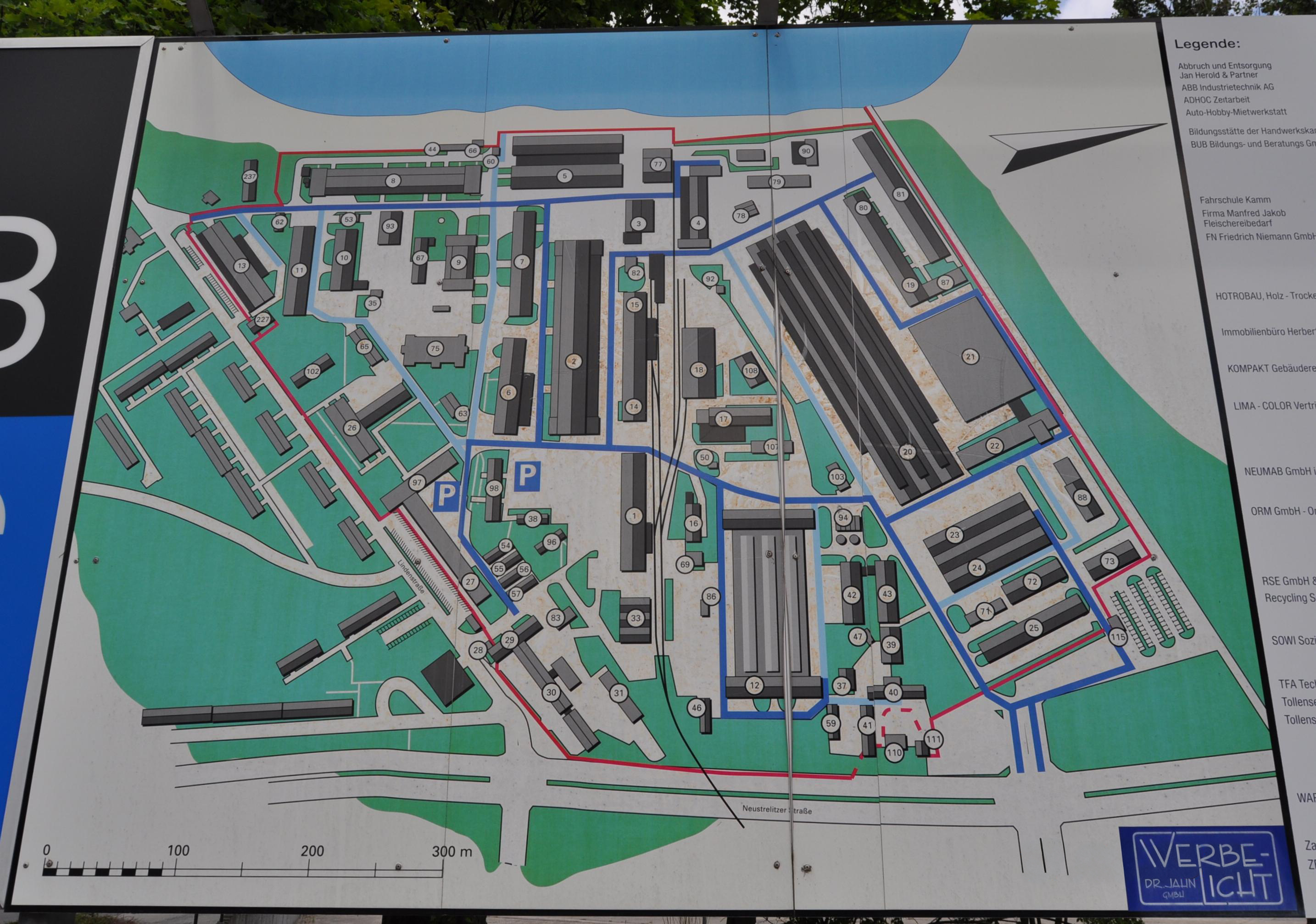
Lageplan des ehem. RWN – Stand nach 1990

Der VEB Reparaturwerk Neubrandenburg (kurz: RWN) war ein Rüstungsbetrieb der DDR mit Standorten in Neubrandenburg, Teterow und Gützkow. Das RWN gehörte zum Kombinat TAKRAF.

## Geschichte

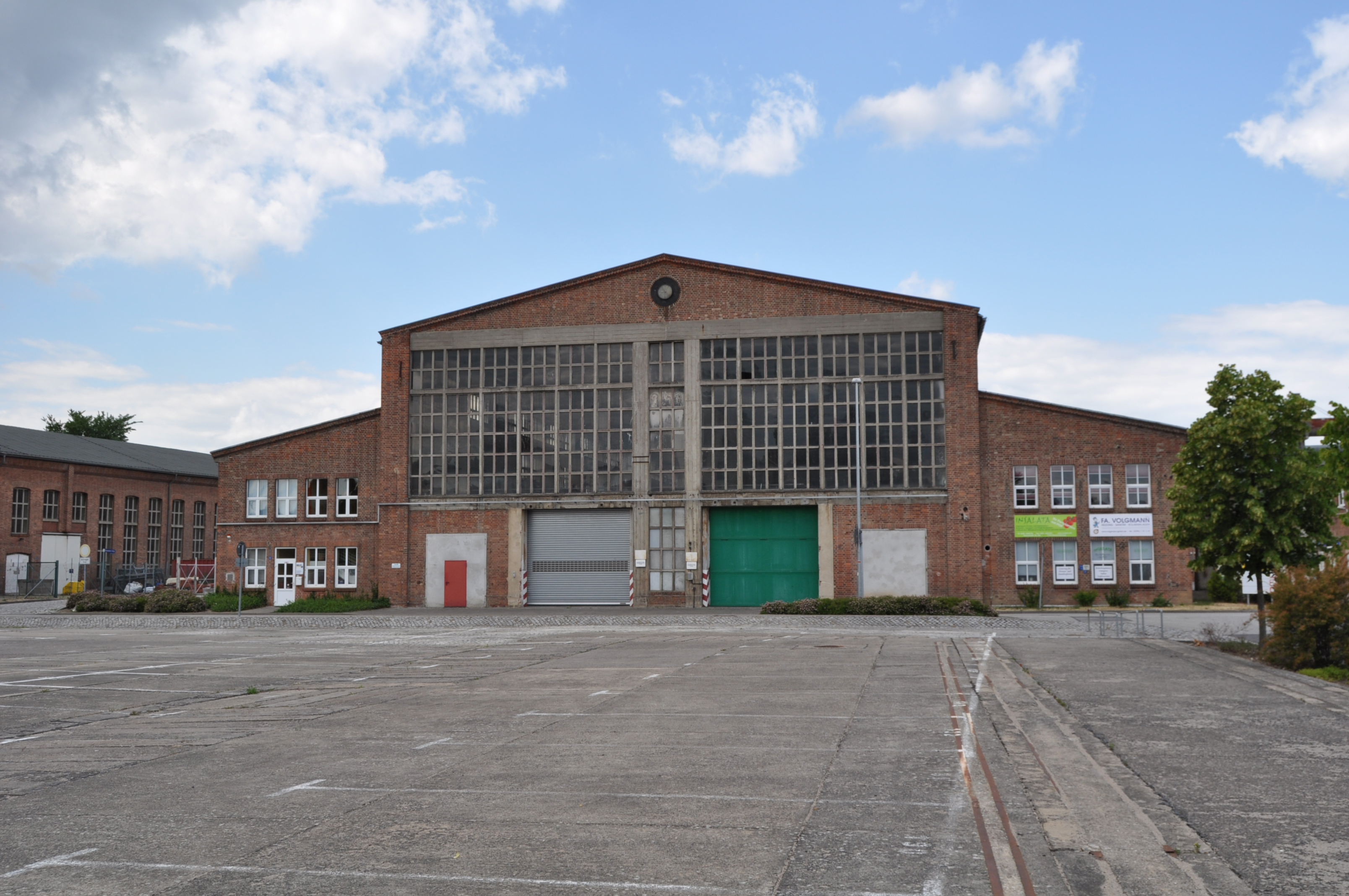
Eingangsportal Halle 2 – Panzertaktstraße RWN

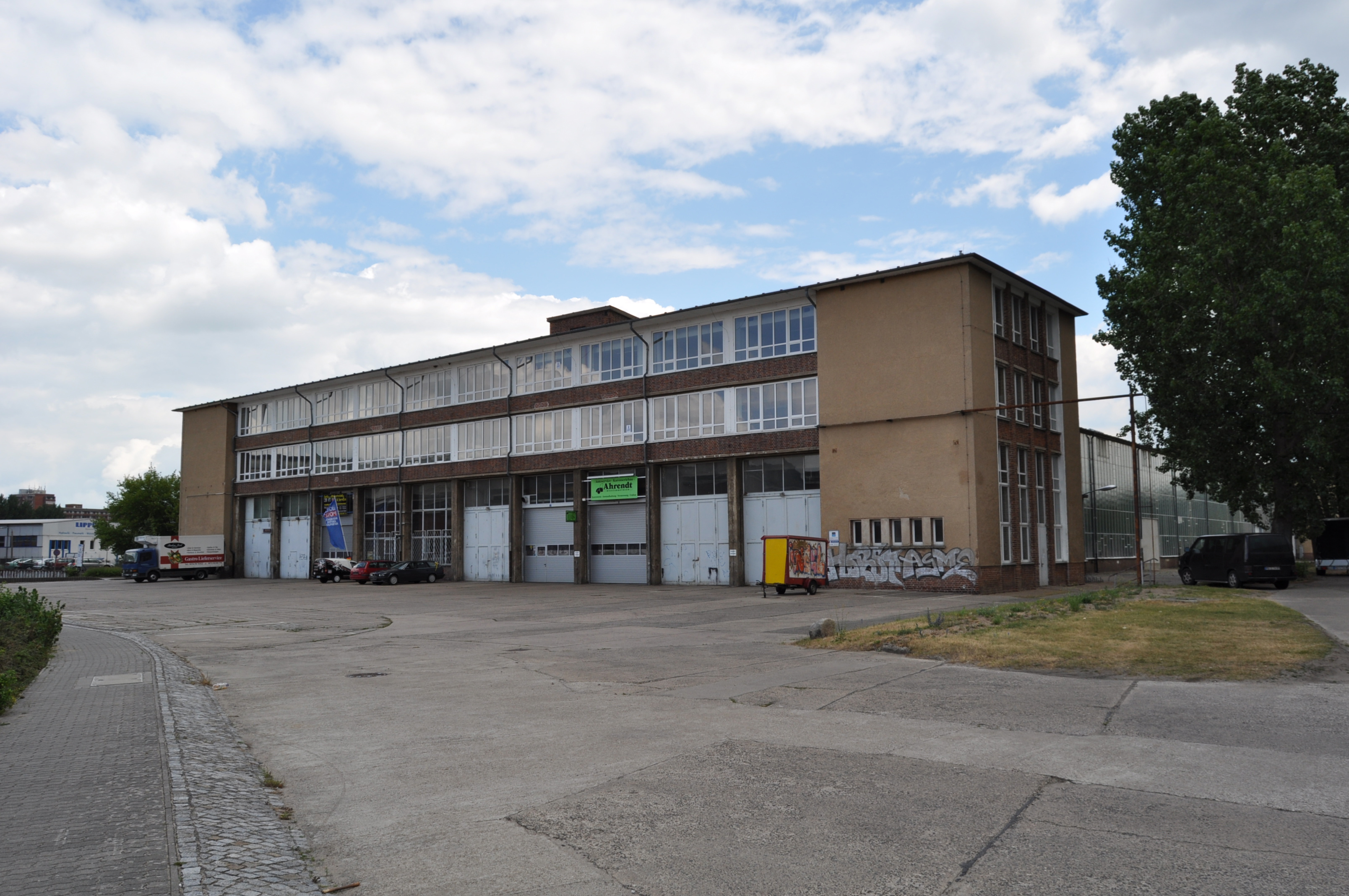
West-Portal Halle 12 – Taktstraße Schwimmpanzer im RWN

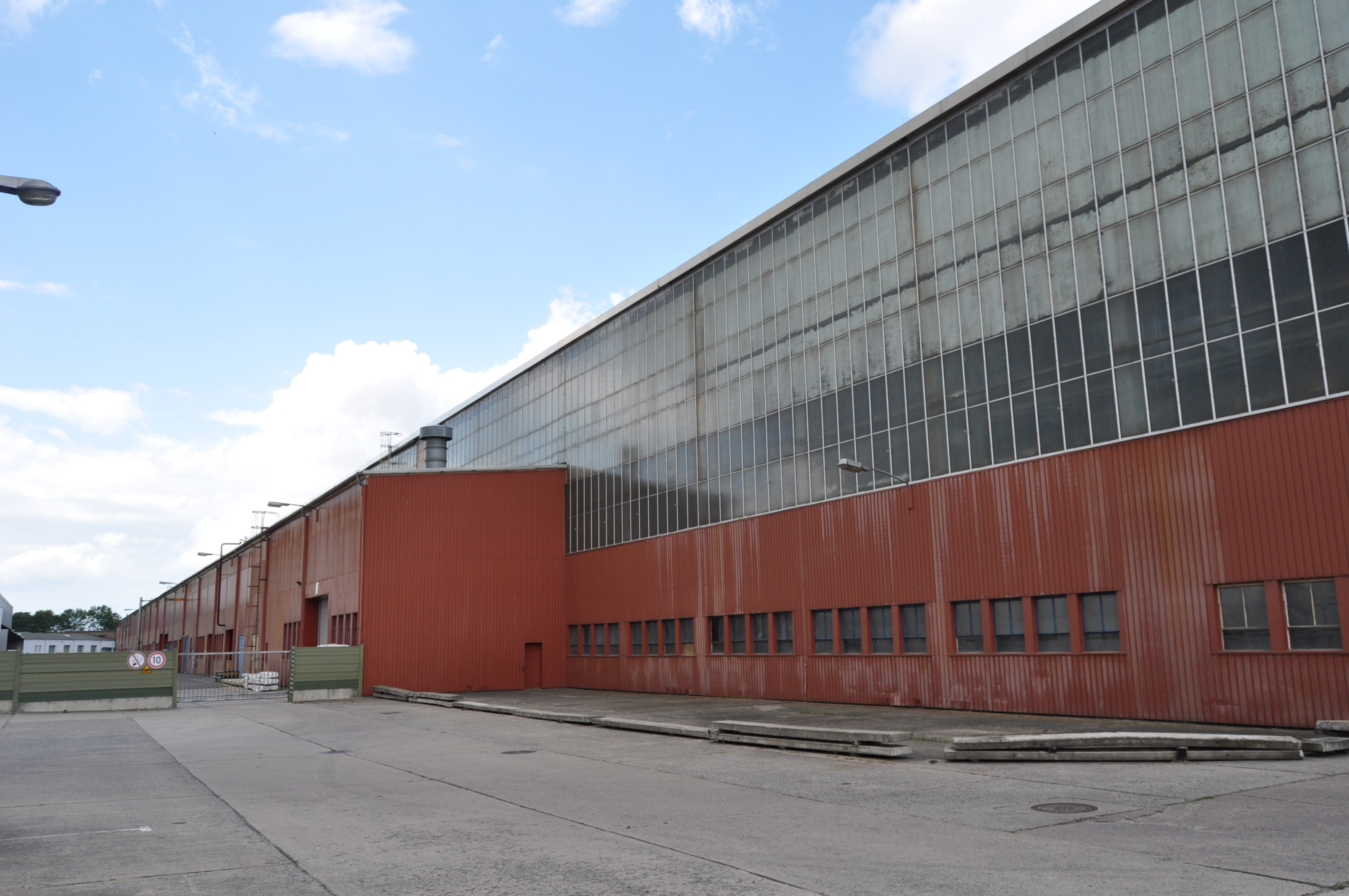
RWN Halle 20 von 1979 Süd-Längsseite – Taktstraße T-72

Die II. Parteikonferenz der SED beschloss 1952 unter anderem den Aufbau „nationaler Streitkräfte“ und damit eigene Kapazitäten zur Instandsetzung von Militärtechnik der Kasernierten Volkspolizei aufzubauen. Zur Umsetzung beschloss das Ministerium des Innern unter Willi Stoph am 29. November 1952 einen Investitionsplan für das Großprojekt, das zunächst Mecklenburgisches Industriebüro (MIB) genannt wurde. Als Standort wurde das zum Teil erhaltene Gelände der Torpedoversuchsanstalt Neubrandenburg (TVA) mit seinen geeigneten Werkhallen ausgewählt. Das waren auf dem 25 Hektar großen Gelände zwei Werkstattgebäude (7000 m²), ein Bunker, zwei Gebäuderuinen (3500 m²), einige kleinere Nebengebäude sowie abgeräumte Fundamente. Das Gelände hatte einen Bahnanschluss.
Am 25. April 1953 übergab die Sowjetische Kontrollkommission die vorhandenen Werksanlagen an DDR-Behörden. Ab Sommer 1953 wurden alle Reparaturen an Kettenfahrzeugen des Militärs der DDR, ab 1956 der NVA, durchgeführt und notwendige Spezialisten ausgebildet. Dabei ging es zunächst um den Panzertyp T-34, der anfänglich in der Halle 1 regeneriert wurde. Nach dem Neubau der Halle 2 begann ab 1954 der Übergang zur fließbandmäßigen Instandsetzung in der dortigen Taktstraße, wobei auch Schützenpanzer (SPW) und Spezial-Lastwagen, wie Werkstattwartungswagen, zu reparieren waren. In Halle 2 wurden nach dem T-34 die T-55 in allen Varianten taktmäßig demontiert, instand gesetzt und montiert. In den umliegenden Hallen erfolgte die Instandsetzung der einzelnen Baugruppen und die Neufertigung von Ersatzteilen, die dann wieder an die Taktstraße geliefert wurden. 1960 wurde die Halle 12 gebaut, dort befand sich die Taktstraße für die schwimmfähigen Schützenpanzer BMP und später die Schwimmpanzer PT-76. Im Obergeschoss wurde die Berufsausbildung etabliert. Ende der 1970er-Jahre erforderte die Bearbeitung der Panzer vom Typ T-72 neue Technologien, und die Instandsetzung wurde grundlegend modernisiert. Am 3. Dezember 1979 wurde die größte Halle des RWN, die Halle 20 im Nordgelände übergeben, in der die neue Panzertaktstraße projektiert war. Auch weitere Peripherie-Gebäude für die Zulieferung wurden errichtet, z. B. Galvanik, NC-Dreherei usw. Östlich der Halle 20 wurden weitere Gebäude errichtet, in der die Werkstattwartungswagen auf Basis des W50 aufgebaut und ausgestattet wurden. Diese Fahrzeuge wurden während des Irak-Iran-Krieges in Wüstentarnfarbe an beide Kriegsparteien geliefert.
1989 reparierte und lieferte das RWN für den Iran 50 Panzer vom Typ T-55 (die dieser während des Krieges von den Irakern erbeutet hatten), wobei ein Fahrzeug als modernisierte Variante T-55AM ausgeliefert wurde.
Ende 1953 betrug die Zahl der Beschäftigten 707 Personen. Sie steigerte sich bis 1978 auf 2278 Personen. Am 1. Januar 1956 wurde das RWN zum volkseigenen Betrieb „VEB Reparaturwerk Neubrandenburg“ (RWN). Durch Aufträge aus anderen Staaten des Warschauer Paktes waren Erweiterungen notwendig und so wuchs das Werk zu dem wohl größten seiner Art in Europa. Es wurde eine Panzerteststrecke entlang des Tollensesees im Nemerower Holz angelegt, die als Sperrgebiet ausgewiesen wurde.
In den 1980er-Jahren beschäftigte der Betrieb, zusammen mit Betriebsteilen, bis zu 5000 Mitarbeiter, davon etwa 1200 Jugendliche und war damit der größte Arbeitgeber der Region.

### Betriebsteile

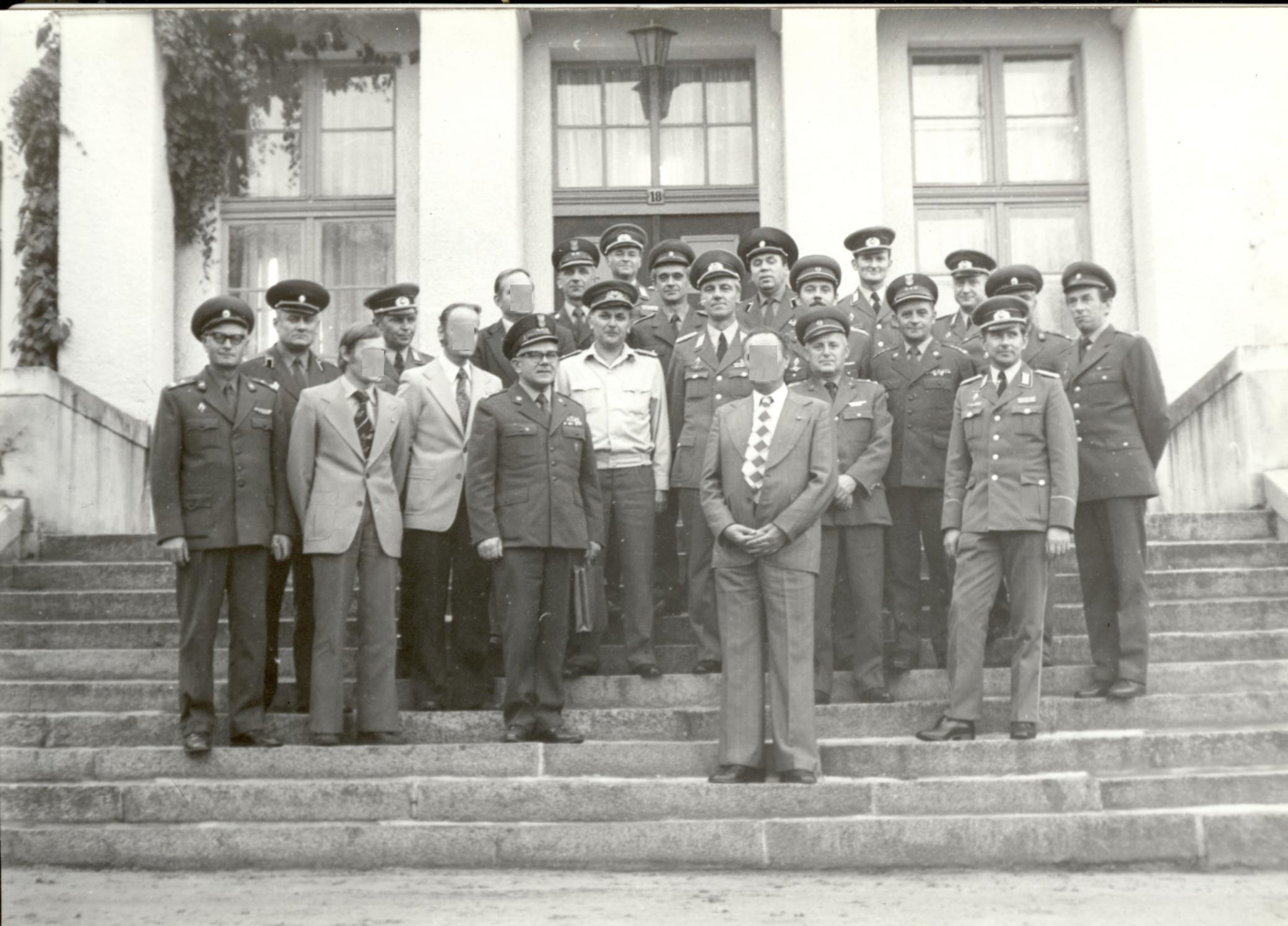
Tagung von Panzer-Offizieren des Warschauer Vertrages mit dem RWN im Schloss Wieck 1978

Zum 1. Januar 1966 übernahm das RWN auf Beschluss des Ministerrates der DDR den VEB Landmaschinenbau Gützkow und den VEB Apparate- und Maschinenfabrik Teterow. In Teterow wurden überwiegend die gepanzerten Radfahrzeuge (SPW) instand gesetzt, der Betriebsteil hatte ca. 800 Beschäftigte. In Gützkow wurden überwiegend die Laufwerksbaugruppen für die Panzer instand gesetzt und an die Taktstraße oder als Ersatzteile an die NVA geliefert. Schwerpunkt war dort in den 1970er-Jahren die Umrüstung der Importfahrzeuge (z. B. Ural und GAS) für die Belange der NVA. In den 1980er-Jahren wurde dort die Neufertigung der Spannmechanismen für die Panzerwerke der UdSSR und als Ersatzteile für den gesamten Warschauer Vertrag der Exportschlager mit einem jährlichen Volumen von rund 50 Millionen M. Gützkow hatte ca. 400 Beschäftigte. Von 1972 bis 1990 nutzte der Betriebsteil das Schloss Wieck als Lehrlingswohnheim und Kulturhaus.

### Ferienlager
Das RWN hatte die Verantwortung für das Zentrale Pionier-Zeltlager „Raymonde Dien“ des Bezirkes Neubrandenburg in Trassenheide auf Usedom. Es lag direkt hinter den Dünen im Wald und bestand aus Baracken, Zelten sowie festen Sanitärgebäuden. Neben dem Prerower Lager war es eines der größten zentralen Ferienlager an der Ostseeküste. Nach der Wende wurde das Lager eingeebnet und auf dem Gelände die große Kurklinik gebaut.

### 1990 bis heute
Nach 1990 erwarb die damals kreisfreie Stadt einen großen Teil der Grundstücke, den See und das ehemalige Sperrgebiet. Als Ergebnis des Zwei-plus-Vier-Vertrags und der Wiedervereinigung entfiel der Hauptauftraggeber des RWN. Es gab allerdings noch genügend Abrüstungs- und Verschrottungsaufträge, darunter sämtliche Schützenpanzer der Betriebskampfgruppen und 1000 Panzer vom Typ T-55. Nachfolger des RWN waren die Neubrandenburger Maschinenbau GmbH (NEUMAB) und die Fahrzeugwerke Neubrandenburg (damals ein Tochterunternehmen der Diehl-Gruppe). Die Betriebsteile wurden ausgegliedert und eigenständig privatisiert. Im Dezember 2001 musste das Werk in Neubrandenburg mangels Aufträgen schließen. 2003 wurde die ehemalige, 2,6 km lange Werkbahn bis zum Neubrandenburger Bahnhof zurückgebaut.
Heute befinden sich auf dem Gebiet diverse mittelständische Unternehmen, ein Yachthafen und Gaststätten. Es soll[veraltet] zu einem gemischten Wohn-, Gewerbe-, Künstler- und Szeneviertel entwickelt werden. Das Augusta-Strandbad wurde erweitert und ausgebaut und das dort folgende Sperrgebiet aufgehoben, beräumt und der Tollensesee-Radweg konnte gebaut werden.

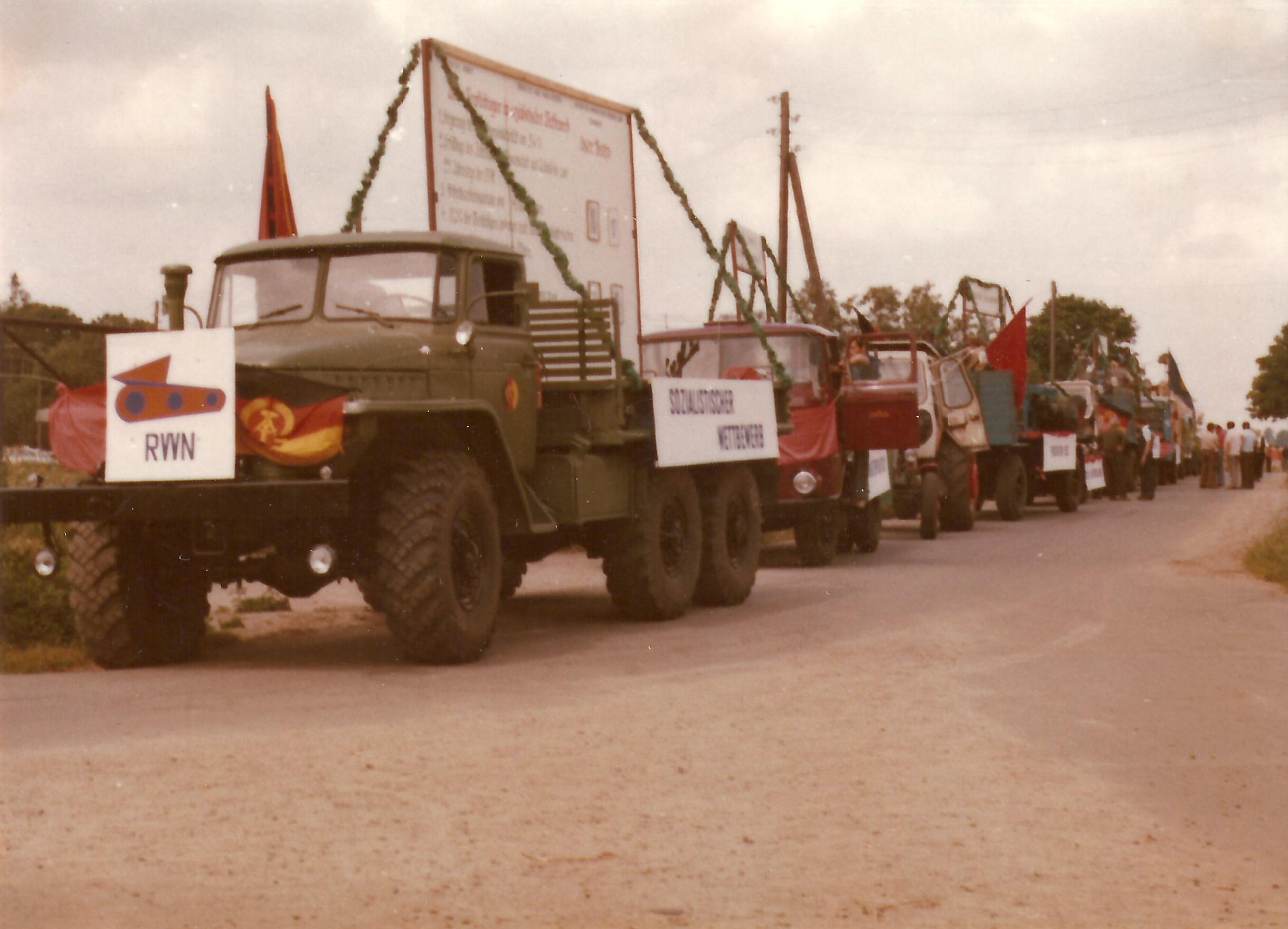
Umrüstung der Ural im BT Gützkow (hier Umzug 850 Jahre Gützkow 1978)
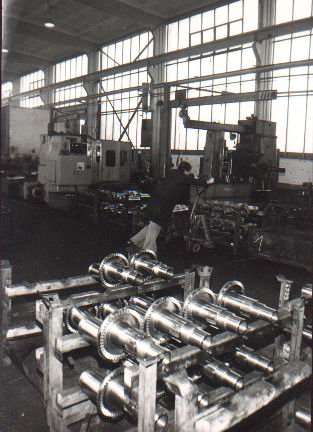
Exportteile: Spannmechanismen T-72 im RWN BT Gützkow
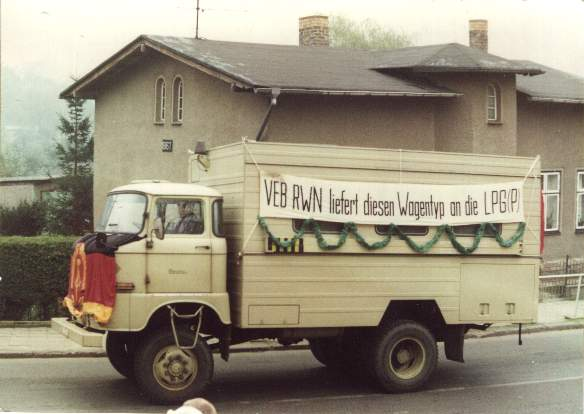
Werkstattwartungswagen des RWN (hier bei Umzug 1985)
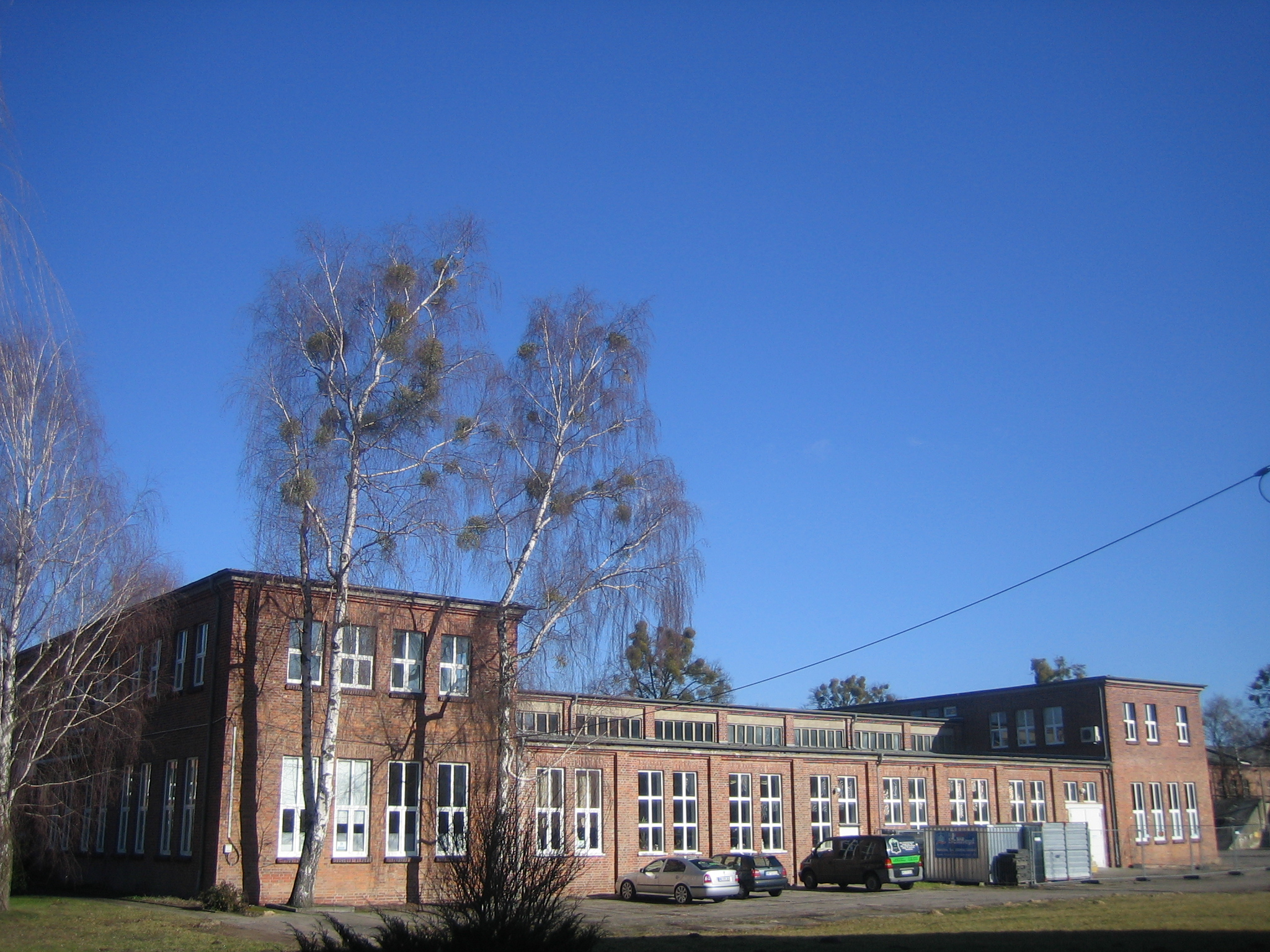
Halle 9 (2014): Ehem. Rationalisierungsmittelbau
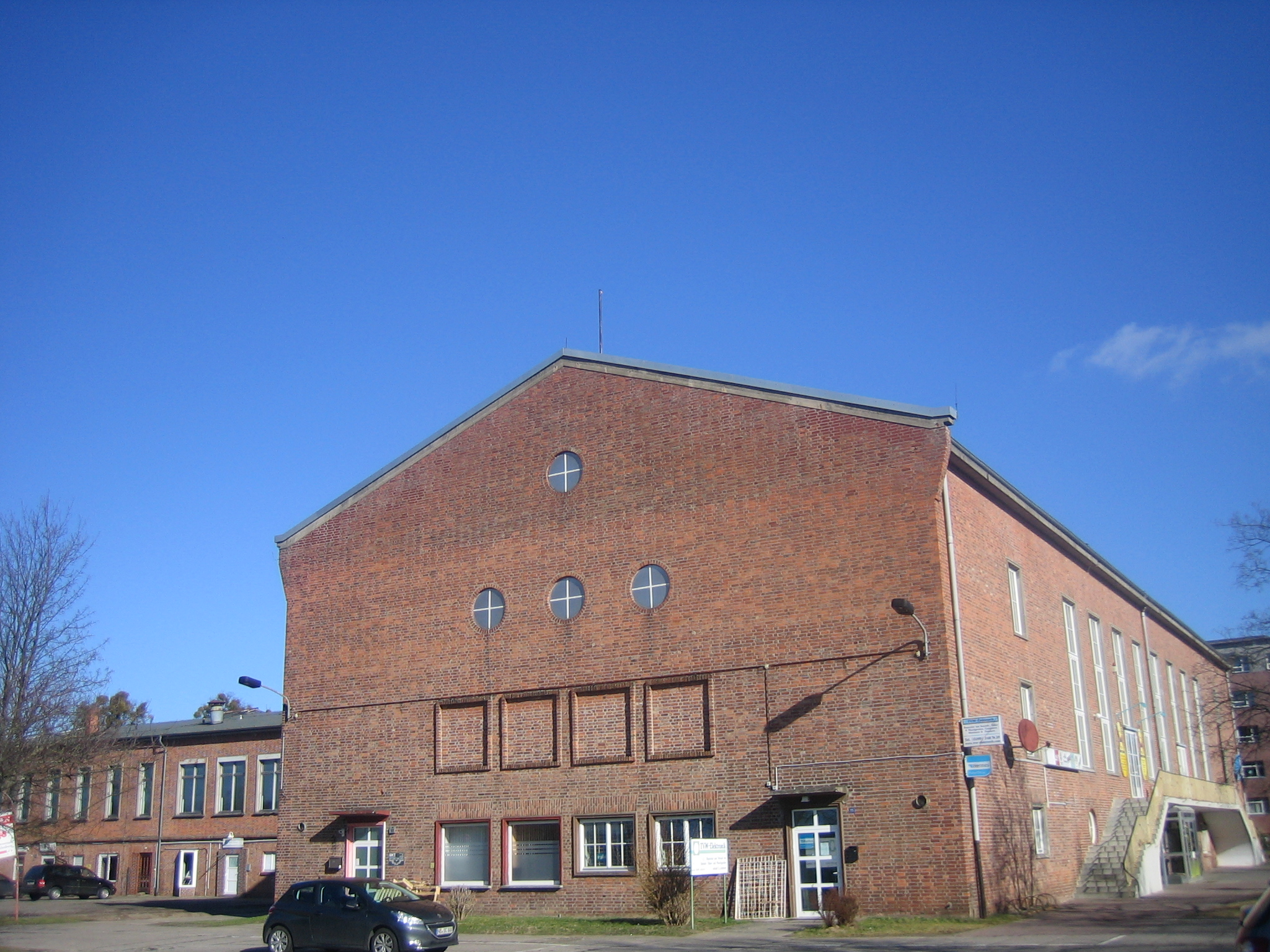
Ehem. Werksrestaurant und Kulturhaus des RWN (2014)
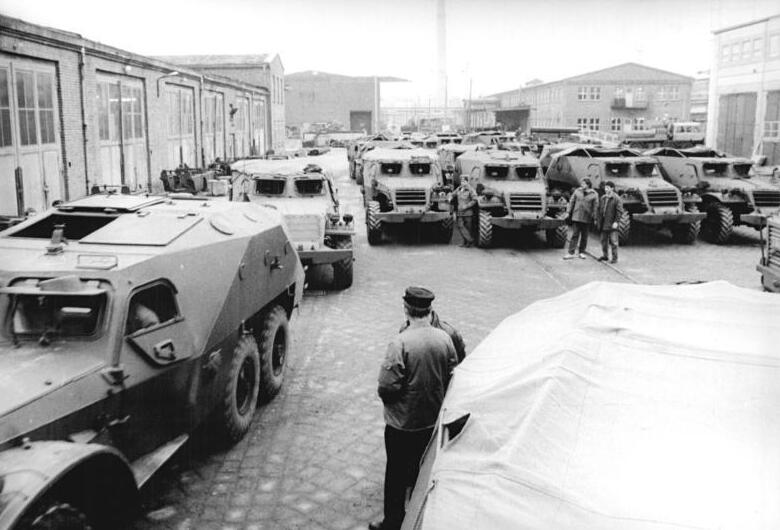
Verschrottung von Schützenpanzern auf dem Werksgelände (1990)